# 上山藩
上山藩（日语：／ Kaminoyama-han */?）是位於日本出羽國村山郡上山（現山形縣上山市）的藩，成立於元和8年10月19日（1622年11月21日），高峰期石高是四萬石，明治4年7月14日（1871年8月29日）廢藩置縣。藩廳是上山城，藩校是在文化6年（1809年）設立的天輔館，天保11年（1840年）改名為明新館，慶應元年（1865年）在越後七日市（現新潟縣長岡市七日市）設置分館。
江戶藩邸方面，土岐氏時期的上屋敷位於姬門內（現東京都千代田區內幸町一丁目），另有一部分屋敷位於紀尾井町。藤井松平家入主上山後，以在元祿9年（1696年）9月時拜領，位於麻布新堀端的屋敷作為上屋敷，現東京都港區麻布十番一丁目的新一之橋交匯處（新一の橋交差点）。
下屋敷方面，根據《上山市史》引述《藤井御傳記》記載，藤井松平家在萬治2年4月18日（1659年6月7日）拜領品川下大崎村（現東京都品川區東五反田一、三和四丁目以及上大崎一丁目一帶）的屋敷為下屋敷，在入主上山後仍然沿用，《東京市史稿》則稱該地為品川御殿山。享和3年12月28日（1804年2月9日），下屋敷相對替至戶越村（現品川區戶越一至四丁目、豐町一至二丁目、平塚一至三丁目、荏原一至三丁目、小山一至三丁目、小山台一至二丁目和西品川一丁目一帶），文政5年4月26日（1822年6月15日）以下屋敷的一部分相對替為三田老增町（現港區白金一至二丁目）。

## 歷史
最上氏被改易後的元和8年10月19日（1622年11月21日），遠江橫須賀藩主松平重忠從二萬六千石加增至上山四萬石，上山藩自此成立。重忠在入主上山後，開始整理羽州街道，使以北十三藩在參勤交代時更為方便。寬永3年（1626年）11月，會津藩主蒲生忠鄉之弟蒲生忠知以四萬石入主上山，不過忠知在翌年2月便由於忠鄉死去而轉封至伊予松山藩繼承本家。
寬永5年3月28日（1628年5月2日），下總相馬藩主土岐賴行以二萬五千石入主上山，翌年8月紫衣事件爆發後，澤庵宗彭被流放至上山直至寬永9年（1632年）為止。延寶6年8月16日（1678年10月1日），賴行隱居，由其子土岐賴殷繼位，賴殷在元祿4年1月11日（1691年2月8日）由於就任大坂城代而獲加增一萬石，翌年5月25日（1692年7月9日）轉封至越前國今立郡野岡（現福井縣越前市野岡町）。其後，上山城在江戶幕府的命令下被破城。元祿5年7月28日（9月8日），飛驒高山藩主金森賴旹以三萬八千石入主上山，元祿7年（1694年）12月爆發枡合一揆，元祿10年（1697年）則完成山林地籍調查，同年6月11日（7月28日）轉封至美濃郡上藩。
元祿10年9月15日（10月29日），備中庭瀨藩主松平信通以三萬石入主上山。元祿15年3月19日（1702年4月15日），信通獲任命為大坂加番，此後歷任藩主出任此職務達三十二次，為各藩之冠。享保17年（1732年）12月，松平忠隆之子作為松平長恒的養子繼任為藩主，即松平信將。寶曆5年5月15日（1755年6月24日），五巴百姓一揆爆發，明和8年（1771年）在楢下又爆發逃散一揆，同年就藏王川赤羽堰的用水問題則爆發水論，生居、牧野和楢下等各鄉共十三村與中川鄉三村，參與人數總計達500人以上。文化2年7月2日（1805年7月27日），美作津山藩主松平康哉之子作為松平信愛的養子而繼任為藩主，即松平信行。
文化10年12月29日（1814年2月18日），上山藩領下鄉八村與美作國南條郡三村、北條郡十九村以及勝北郡九村在內的三十一村進行替地（總計石高達12,554石），其後這些領地在文政元年7月19日（1818年8月20日）又與越後國三島郡和苅羽郡在內的五十村進行替地（總計石高達13,963石）。天保5年12月3日（1835年1月1日），德政一揆爆發。安政6年（1859年）1月，上山藩在領內六個鄉設置社倉。慶應3年12月25日（1868年1月19日），上山藩與庄內藩、鯖江藩一同攻擊薩摩藩的江戶藩邸，引發江戶薩摩藩邸燒討事件，戊辰戰爭後則由於作為奧羽越列藩同盟成員參戰而被減封至三千石，上山藩在明治4年7月14日（1871年8月29日）也迎來廢藩置縣而告終。

## 歷任藩主
| 大名家     | 家格              | 藩主     | 石高                  |
| ---------- | ----------------- | -------- | --------------------- |
| 能見松平家 | 譜代大名 城主大名 | 松平重忠 | 四萬石                |
| 能見松平家 | 譜代大名 城主大名 | 松平重直 | 四萬石                |
| 蒲生氏     | 外樣大名 城主大名 | 蒲生忠知 | 四萬石                |
| 土岐氏     | 譜代大名 城主大名 | 土岐賴行 | 二萬五千石→三萬五千石 |
| 土岐氏     | 譜代大名 城主大名 | 土岐賴殷 | 二萬五千石→三萬五千石 |
| 金森氏     | 外樣大名 城主大名 | 金森賴旹 | 三萬八千七百石        |
| 藤井松平家 | 譜代大名 城主大名 | 松平信通 | 三萬石                |
| 藤井松平家 | 譜代大名 城主大名 | 松平長恒 | 三萬石                |
| 藤井松平家 | 譜代大名 城主大名 | 松平信將 | 三萬石                |
| 藤井松平家 | 譜代大名 城主大名 | 松平信亨 | 三萬石                |
| 藤井松平家 | 譜代大名 城主大名 | 松平信古 | 三萬石                |
| 藤井松平家 | 譜代大名 城主大名 | 松平信愛 | 三萬石                |
| 藤井松平家 | 譜代大名 城主大名 | 松平信行 | 三萬石                |
| 藤井松平家 | 譜代大名 城主大名 | 松平信寶 | 三萬石                |
| 藤井松平家 | 譜代大名 城主大名 | 松平信庸 | 三萬石                |
| 藤井松平家 | 譜代大名 城主大名 | 松平信安 | 三萬石                |

## 領地
上山藩的領地如下，基於相給也有可能同時是皇室領、公家領、幕府領、其他藩領、旗本領或寺社領。
| 令制國 | 郡     | 町村數目 | 領地 |
| ------ | ------ | -------- | --- |
| 羽前國 | 村山郡 | 4町33村  | 十日町、二日町、裏町、北町、長清水村、河崎村、高松村、石曾根村、川口村、藤吾村、阿彌陀地村、小穴村、細谷村、關根村、相生村、三上村、皆澤村、泉川村、金谷村、權現堂村、小倉村、永野村、高野村、仙石村、金生村、宮脇村、下生居村、中生居村、牧野村、原口村、楢下村、菖蒲村、大門村、久保川村、小笹村、須田板村、上生居村             |
| 越後國 | 苅羽郡 | 21村     | 黑部村、小黑須村、五十土村、赤田北方村、飯塚新田、割町新田、赤田町方村、飯塚村、花田村、黑川村、新保村、新保新田、西元寺村、相野原村東組、二本柳村、相野原村西組、橫澤村、武石村、上新田村、下新田村、千谷澤村 |
| 越後國 | 三島郡 | 33村     | 王番田村、七日市村、鳥越村、王番田彌兵衛組、五反田村、下除村、雲出村、駒村新田、牛頭村（牛ヶ頭村）、牛頭新田（牛ヶ頭新田）、關原新田、白鳥村、五反田新田、白鳥新田、東宮本村、西宮本村、東方村、西宮本新田、堀之內村、三町田村、善間村、三島谷村、大日村、大積村、牛頭新田（牛ヶ頭新田）、田代村、灰下村、千本平村、水梨新田、塚野山、西谷村、西谷新田、東谷村 |